# Утехин, Борис Константинович
Борис Константинович Уте́хин (27 марта 1910, Санкт-Петербург — 12 октября 1988, Ленинград) — советский живописец, пейзажист, член Ленинградского отделения Союза художников РСФСР.

## Биография
Борис Константинович Утехин родился 27 марта 1910 года в Санкт-Петербурге. Отец будущего художника Константин Николаевич Утехин до революции был кустарём-колёсником. После 1917 года работал рабочим на Невском машиностроительном заводе. Мать Мария Николаевна Утехина (в девичестве Матусова) была домохозяйкой. В 1921 году отец умер от холеры.
После окончания средней школы Борис Утехин два года занимался в Московском полиграфическом институте, совмещая учёбу с работой инспектором ЦК РКИ от ЦК ВЛКСМ. В 1930 году вернулся в Ленинград, где в 1930—1931 годах учился в машиностроительном институте. Одновременно занимался общественной работой, был секретарём комсомольской организации Горкома художников, а с 1932 по 1940 год Ленинградского Союза советских художников. Участвовал в выставках с конца 1930-х годов. Работал преимущественно в жанре пейзажа. После войны работал художником-оформителем в Ленизо. В 1956 году был принят в члены Ленинградского Союза художников. Среди произведений, созданных художником, картины «Нева. Петроградская сторона» (1951), «Долина Гайдара» (1955), «У моря», «Цветущие яблони» (обе 1957), «Братск. Котлован», «Река Баргузин» (обе 1958), «Утренний туман» (1962), «Академическая дача» (1965) и другие.
На рубеже 80-х и 90-х годов работы Бориса Утехина в составе экспозиций произведений ленинградских художников были представлены европейским зрителям на целом ряде зарубежных выставок.
Скончался 12 октября 1988 года в Ленинграде на 79-м году жизни. 
Произведения Б. К. Утехина находятся в музеях и частных собраниях в России и за рубежом.